# Переверзев, Стефан Фёдорович
Стефан Фёдорович Переверзев  (1910 —1981) — комбайнер лесозащитной станции имени Вильямса НовоКубанского района Краснодарского края. Герой Социалистического Труда (1951).

## Биография
Стефан Переверзев родился в 1910 году в Хасавюртовском округе Терской области (сейчас в Хасавюртовском районе Республики Дагестан). По национальности Русский.
До войны работал механизатором. В августе 1941 года мобилизован в армию. С ноября 1941 года участвовал в Великой Отечественной войне . Боевой путь прошёл шофёром 391-й отдельной автомобильной роты 328-й стрелковой дивизии. 
После демобилизации продолжил работать механизатором. С 1948 года и вплоть до её реорганизации работал в лесозащитной станции имени Вильямса НовоКубанского района Краснодарского края. За уборочную страду 1950 года за 25 рабочих дней Николай Тимофеевич намолотил комбайном «Сталинец-6» с убранной площади 8070 центнеров зерновых культур.
Указом Президиума Верховного Совета СССР от 30 апреля 1951 года удостоен звания Героя Социалистического Труда с вручением ордена Ленина и золотой медали «Серп и Молот».
В июле 1951 года был награждён вторым орденом Ленина. С 1957 года заведующий производственным участком № 7 колхоза имени Ленина Новокубанского района , трудился в этой должности до ухода на пенсию в 1968 году. Избирался депутатом Бароновского сельсовета посёлка Украина Новокубанского района.  Скончался в 1981 году. Похоронен на гражданском кладбище города Армавир (Краснодарский край).
Награды
- Герой Социалистического Труда (30.04.1951)
- 2 ордена Ленина (30.04.1951; 27.06.1952).
- Орден Красной Звезды (27.03.1945)
- Медаль «За боевые заслуги» (18.09.1943)